# ビューリー川
ビューリー川(ビューリーがわ、The Beaulieu River)は、イングランド南部、ハンプシャーのニューフォレスト地域を南方へ流れる小さな川である。延長は約12マイルで、河口付近の4マイルは潮汐の影響を受ける。この川の変わった特徴は、川底も含む川の全域がビューリーのモンタギュー男爵家の所有となっていることである。
ビューリー川の水源はニューフォレストの中心にある町リンドハーストの近くにあり、森林の荒野を横切ってビューリー村へ南東に流れている。ビューリー村付近では、川は潮汐の影響を受け、かつて村には干満を利用した水車が回っていた。ビューリー村の下流域は森の中を流れる感潮河川が続き、バックラーズ・ハード村を通り過ぎて、ソレント海峡に流れ込んでいる。ビューリー村下流域の感潮河川部分は小型船舶であれば航行可能である。バックラーズ・ハードはかつて重要な造船の中心地であり、トラファルガー海戦のネルソン提督の乗艦H.M.Sアガメムノン号を含む多数の木造帆船がこの地で作られた。

## ギャラリー

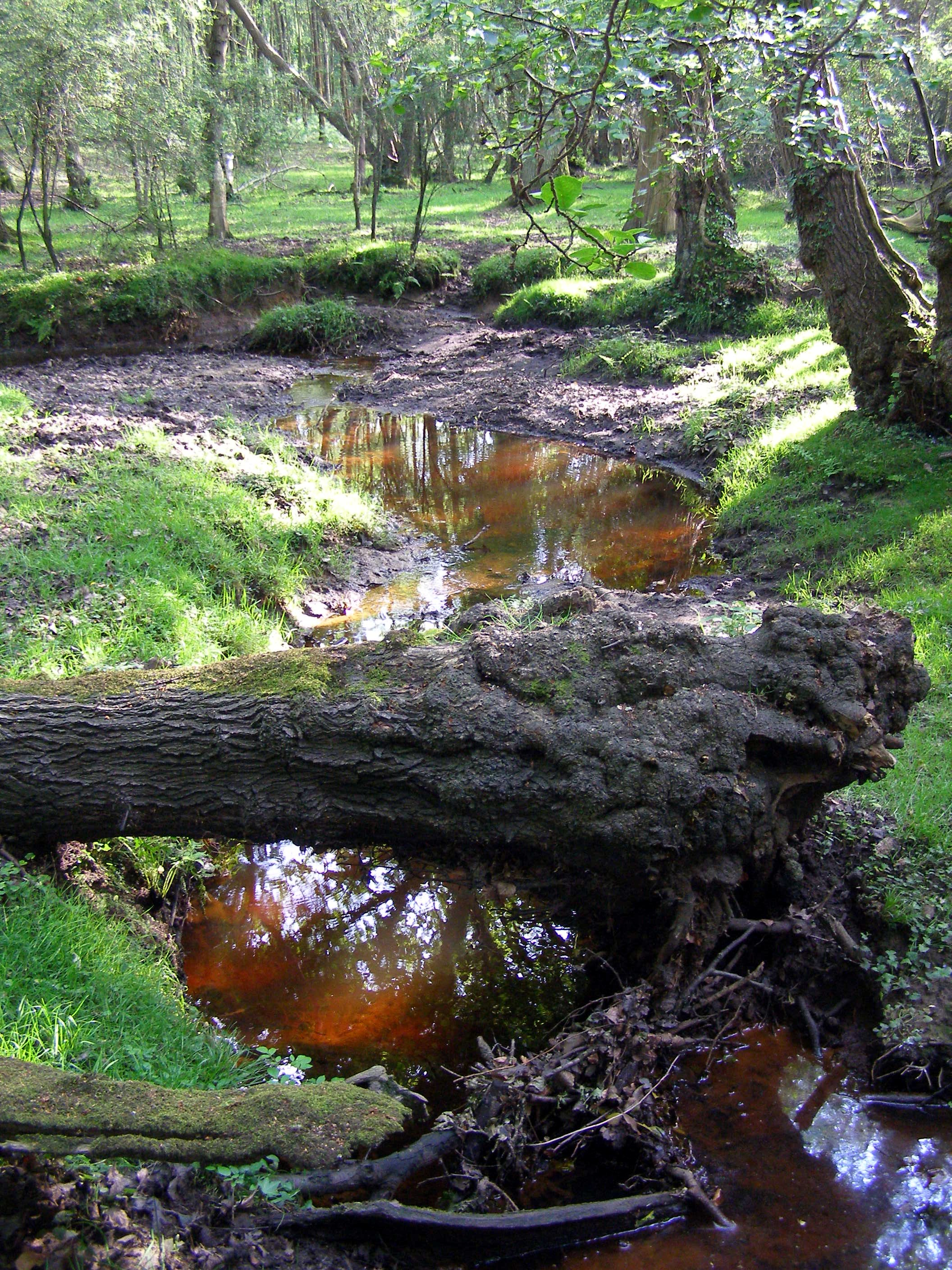
ダンセス・アーチ付近の上流域
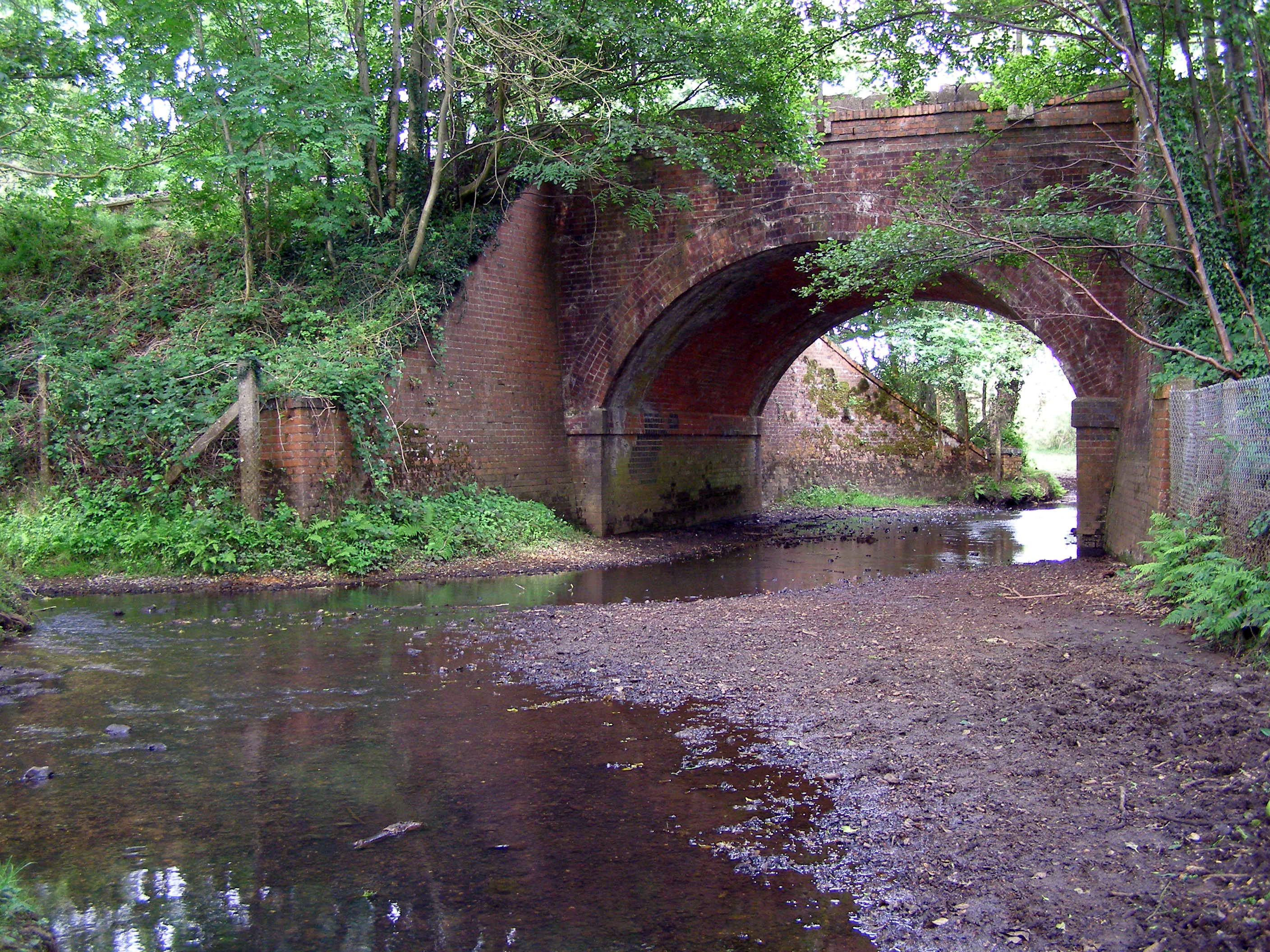
アシャースト駅とブロッケンハースト駅間にある鉄道橋
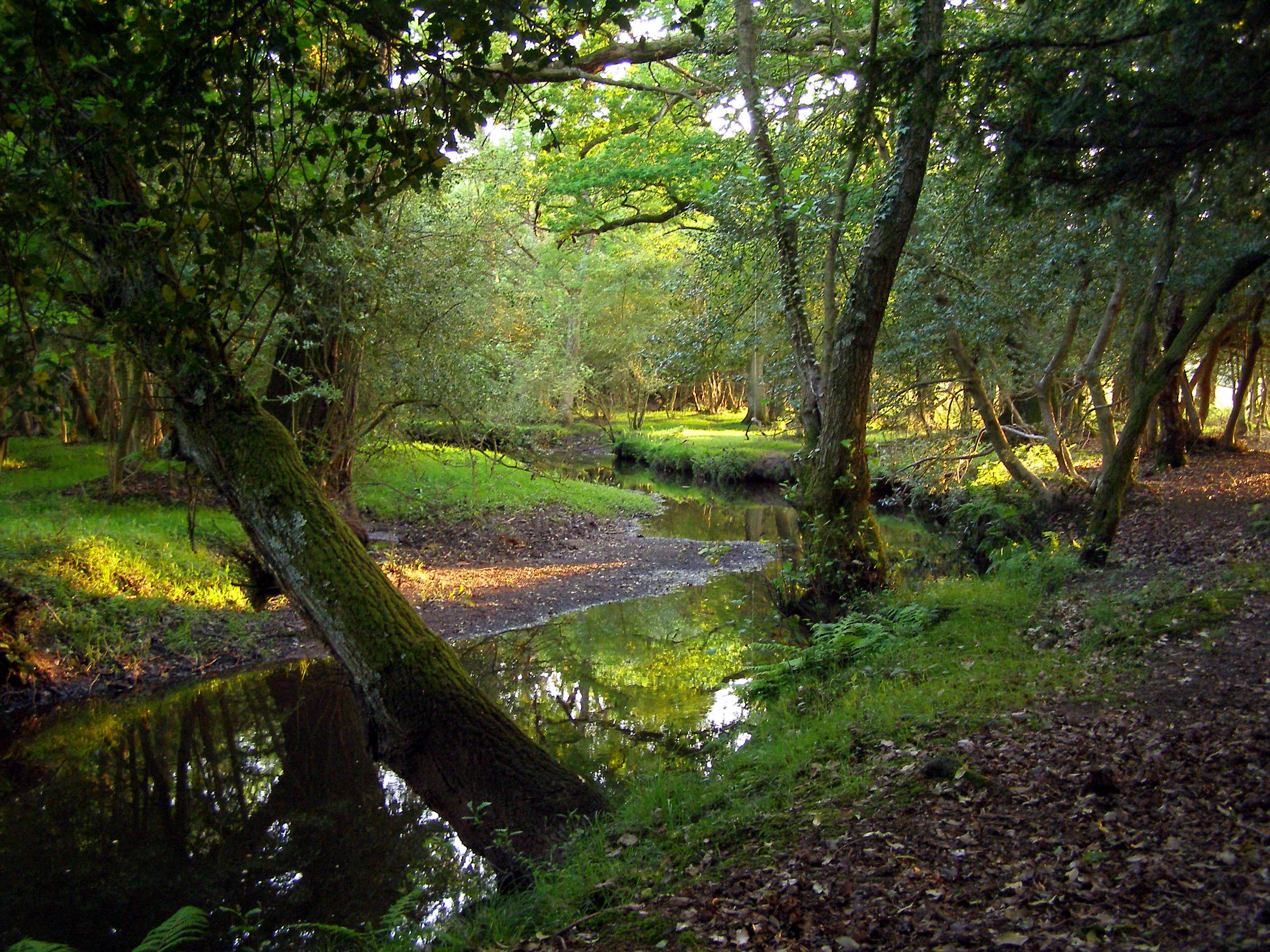
ポッターン・フォード付近のカーブ
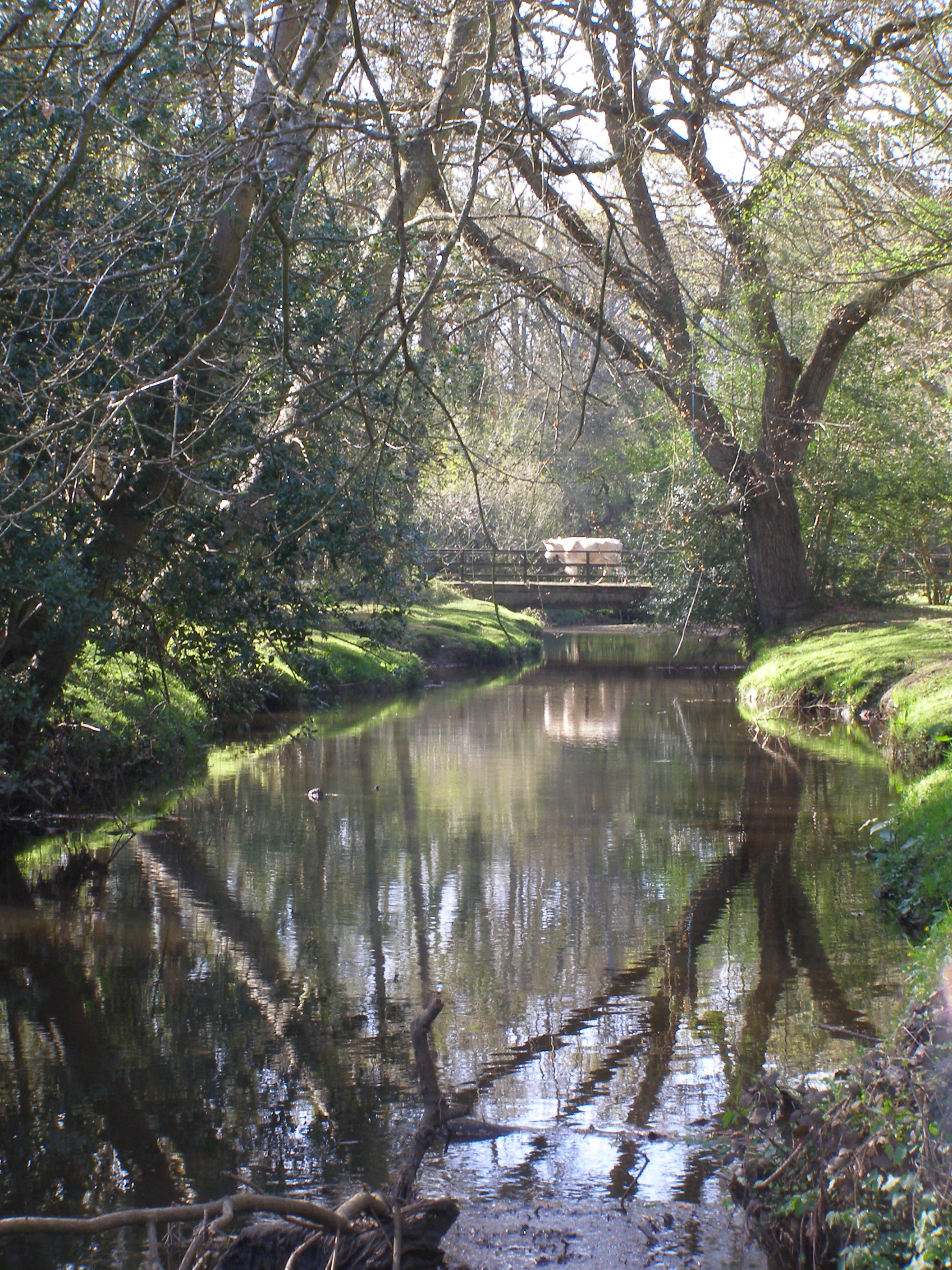
イプリー橋の南側
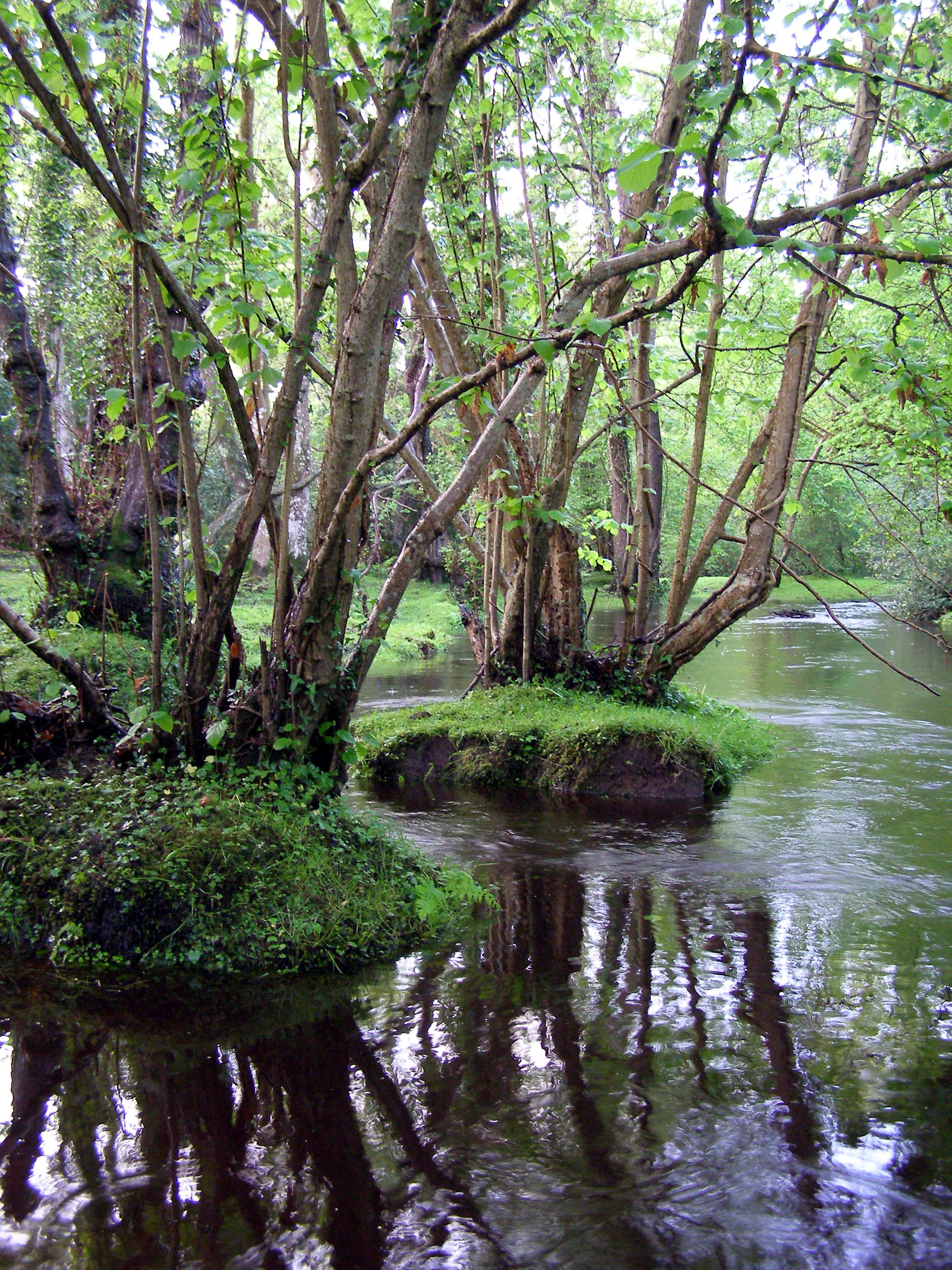
フォーリー・フォードの北側にあるハンノキ
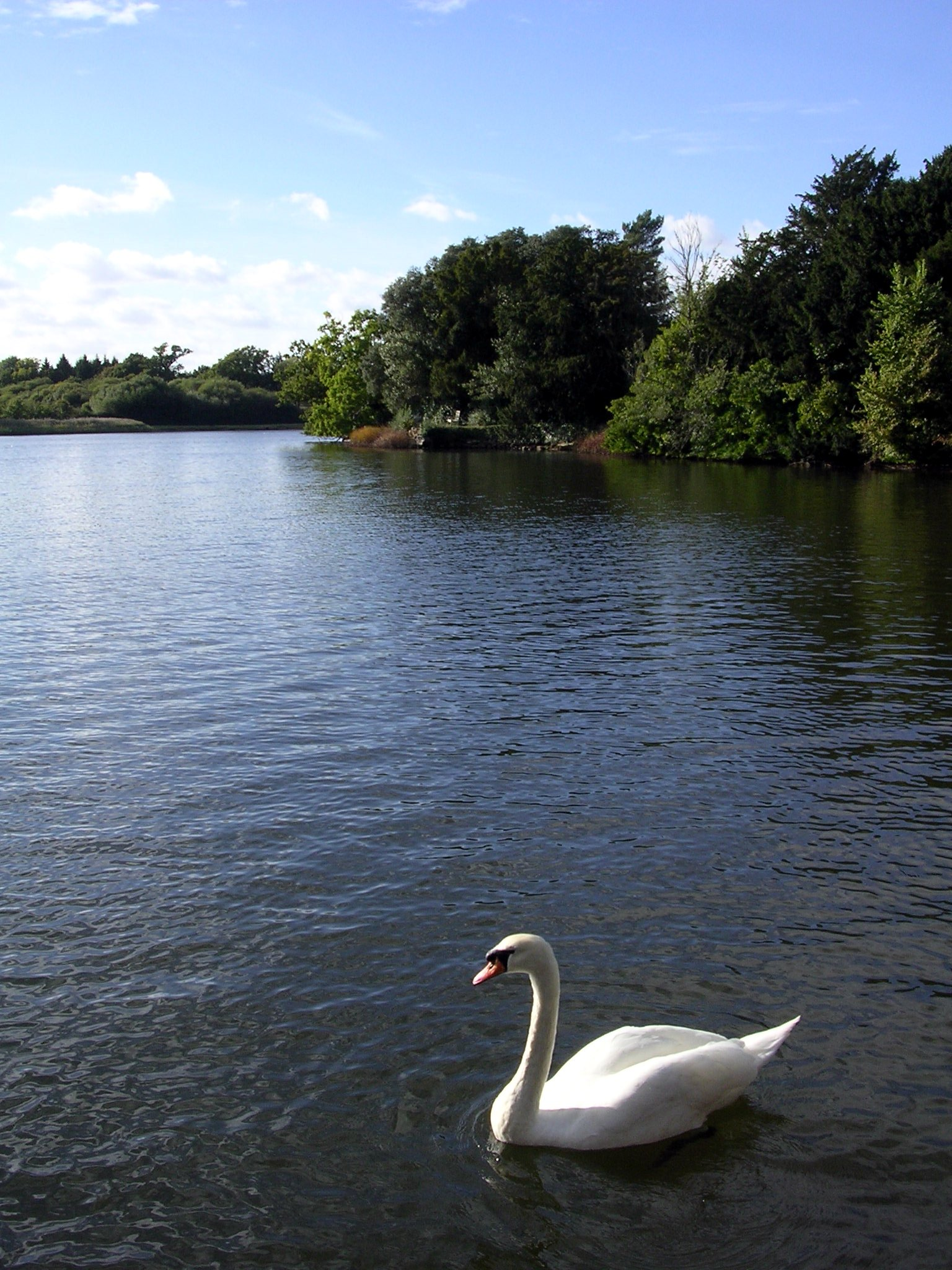
ミルダム湖
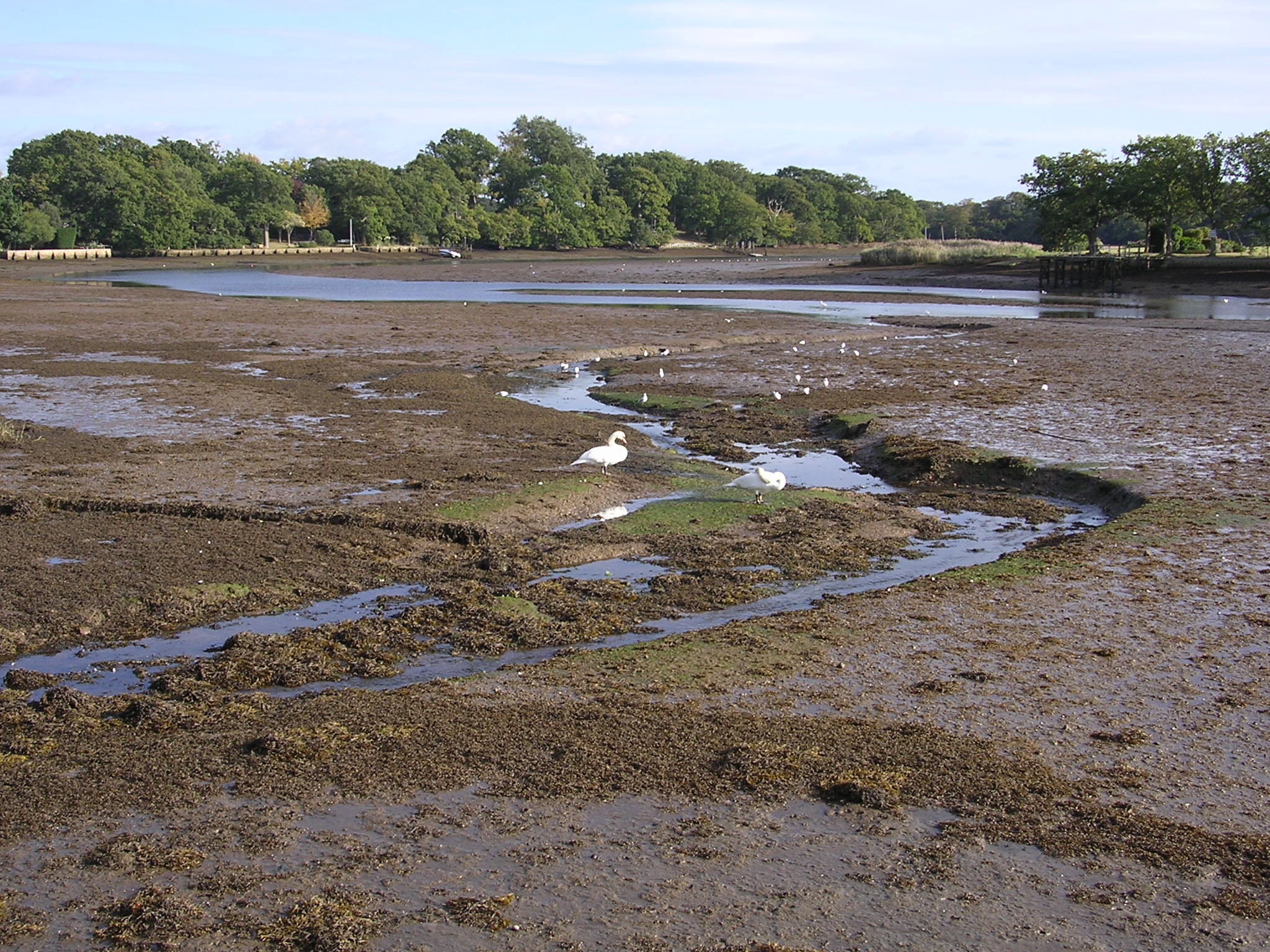
干潮時
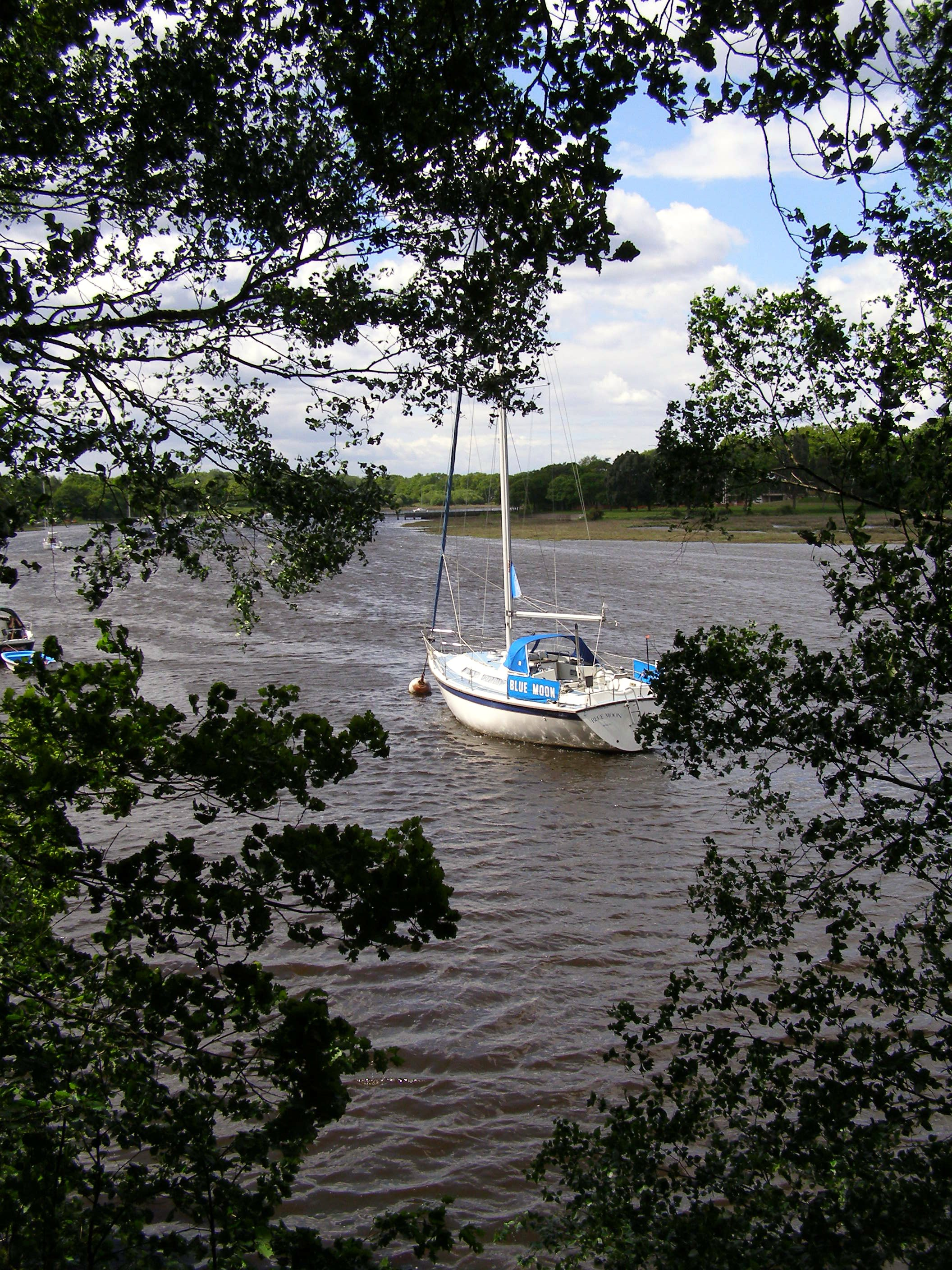
ビューリーとバックラーズ・ハードの間
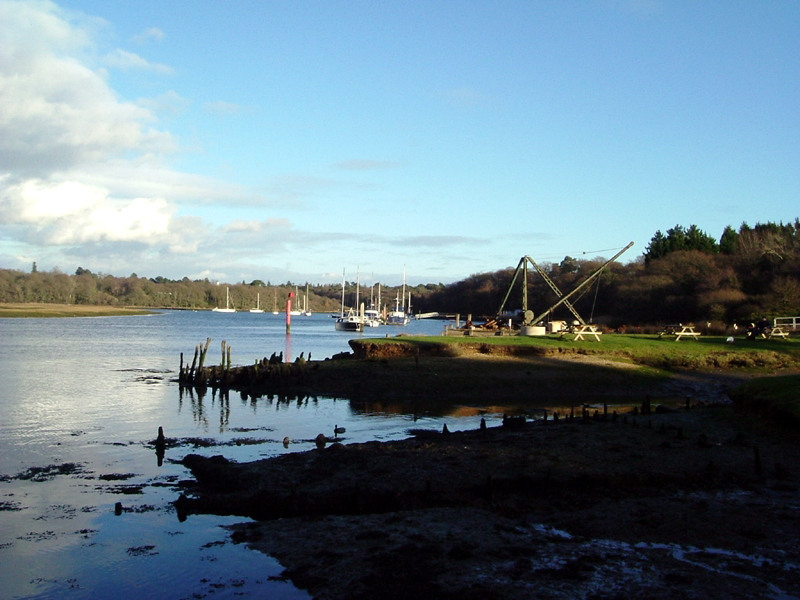
バックラーズ・ハード付近
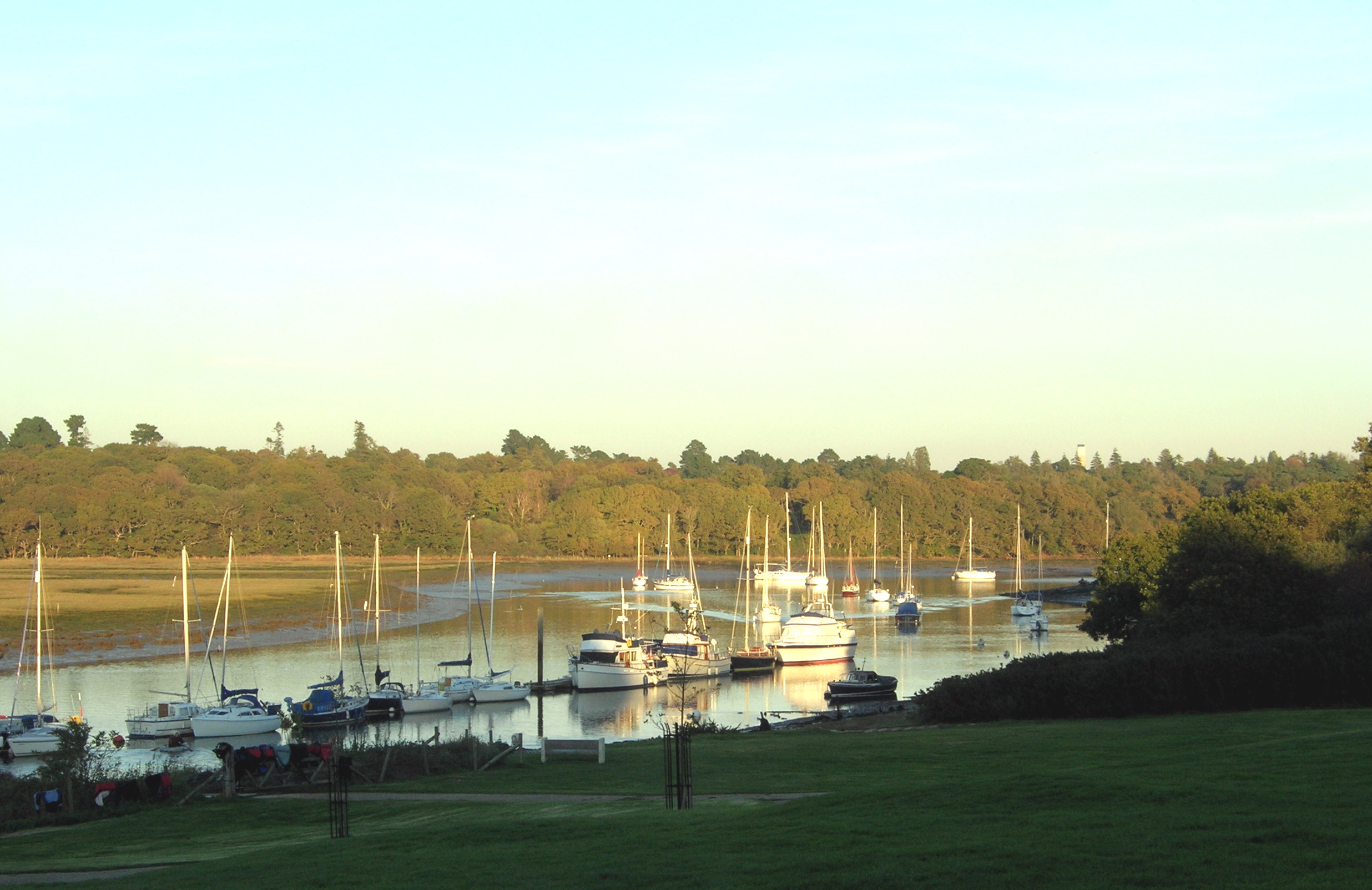
バックラーズ・ハード付近
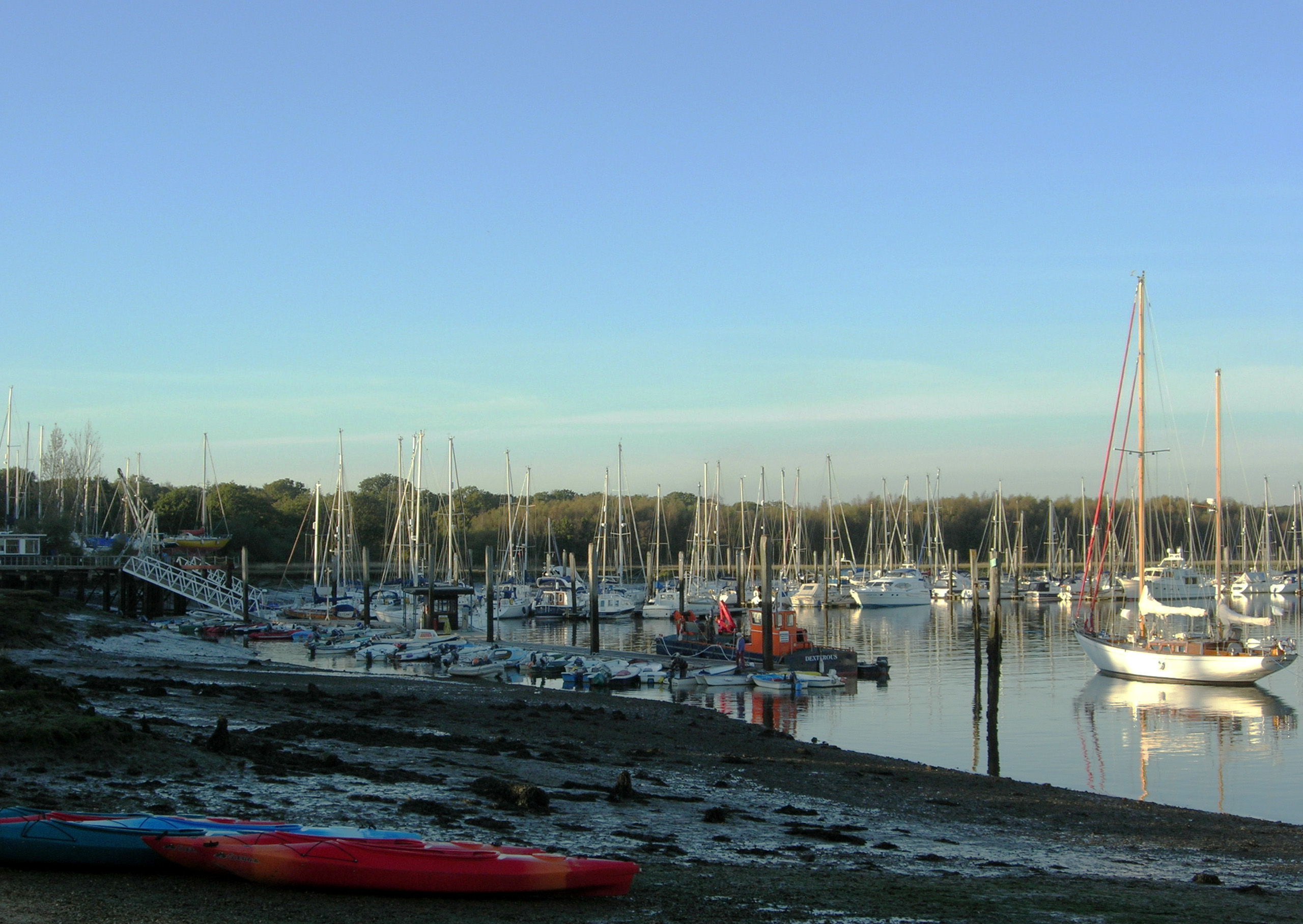
バックラーズ・ハード付近
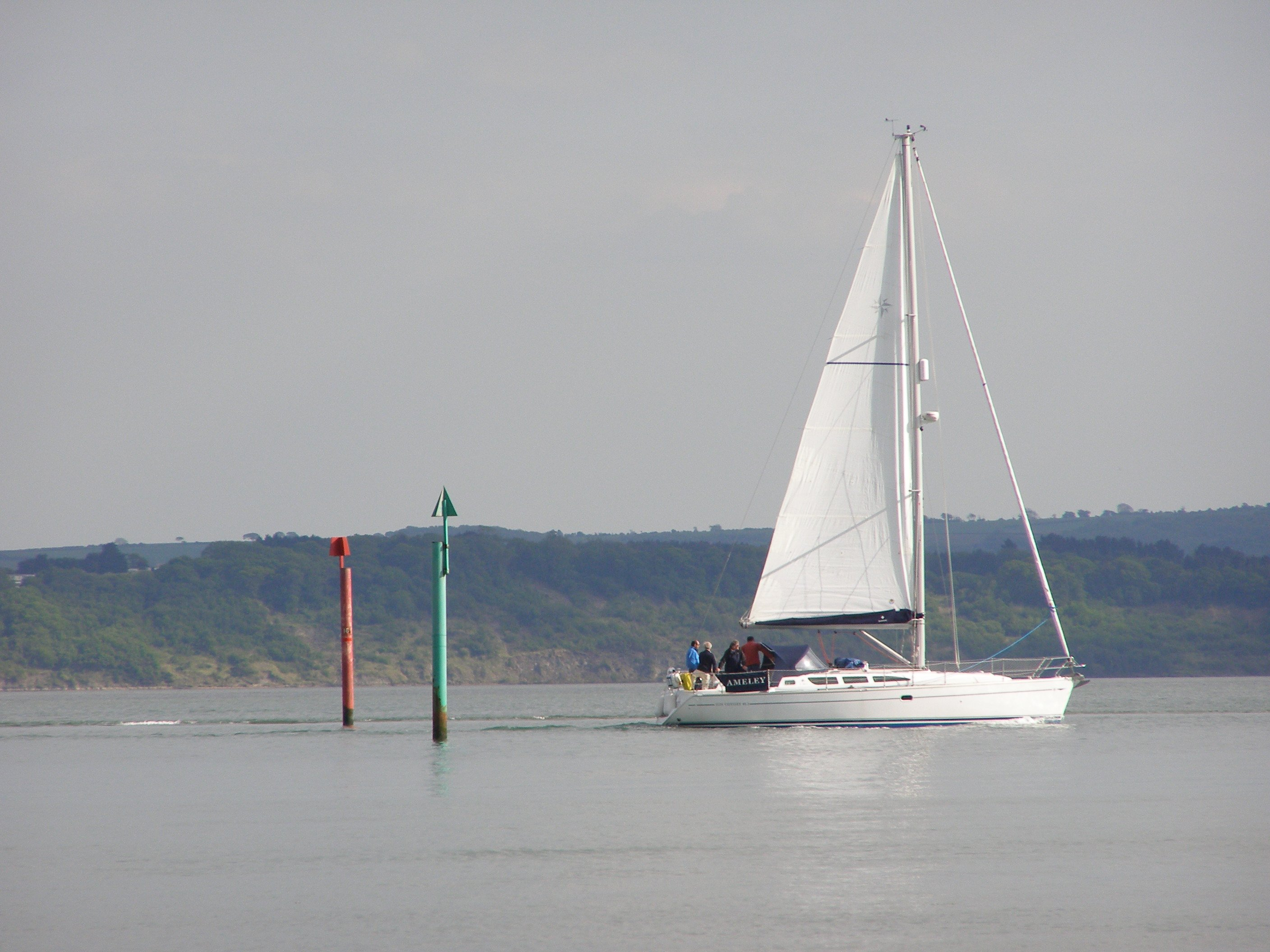
ソレント海峡から河口へ入るヨット